# Matutinus putoni
Matutinus putoni är en insektsart som först beskrevs av Costa 1888.  Matutinus putoni ingår i släktet Matutinus och familjen sporrstritar. Inga underarter finns listade i Catalogue of Life.